# Madeleine Martin
Madeleine Elizabeth Martin (Manhattan - New York, 15 april 1993) is een Amerikaanse actrice. 
Martin is vooral bekend van haar rol als Becca Moody in de televisieserie Californication (2007-2014).

## Filmografie

### Films
- 2014 My Daughter Must Live - als Katie O'Malley
- 2012 Refuge – als Lucy
- 2012 The Discovers – als Zoe
- 2010 Legendary – als Luli Stringfellow
- 2006 Ice Age: The Meltdown – als stem

### Televisieseries
Uitgezonderd eenmalige gastrollen.
- 2019 The Marvelous Mrs. Maisel - als Madeline - 3 afl.
- 2011 – 2017 Adventure Time with Finn & Jake – als Fionna (stem) – 5 afl.
- 2014 - 2015 Hemlock Grove - als Shelley Godfrey - 18 afl.
- 2007 – 2014 Californication – als Becca Moody – 74 afl.
- 2003 – 2011 JoJo's Circus – als JoJo – 20 afl.

## Theaterwerk opBroadway
- 2013 Picnic – als Millie Owens
- 2007 – 2009 August: Osage County – als Jean Fordham
- 2005 The Pillowman – als meisje
- 2003 A Day in the Death of Joe Egg – als Joe